# دراواگاردونی
دراواگاردونی (به مجاری:  Drávagárdony) یک منطقهٔ مسکونی در مجارستان است که در ناحیه بارچ واقع شده‌است. دراواگاردونی ۶٫۲۷ کیلومتر مربع مساحت دارد.